# Стара Мощаниця
Стара Мощани́ця — село в Україні, у Рівненському районі Рівненської області. Населення становить 409 осіб.

## Географія
Селом протікає річка Піщанка.

## Історія
У 1906 році село Будеразької волості Дубенського повіту Волинської губернії. Відстань від повітового міста 25 верст, від волості 6. Дворів 148, мешканців 749.
Унікальні об’єкти
Поблизу села Стара Мощаниця зберігся кам’яний вітряк, збудований у 1934 році. Млин європейського стильового виконання та є нехарактерним для Волині, де здебільшого переважало дерев’яне вітрякобудування.

## Населення
Згідно з переписом УРСР 1989 року чисельність наявного населення села становила 509 осіб, з яких 216 чоловіків та 293 жінки.
За переписом населення України 2001 року в селі мешкало 409 осіб.

### Мова
Розподіл населення за рідною мовою за даними перепису 2001 року:
| Мова       | Відсоток |
| ---------- | -------- |
| українська | 99,51 %  |
| російська  | 0,49 %   |

## Відомі люди

### Народились
- Шах Зінаїда Савеліївна — новатор сільськогосподарського виробництва, ланкова колгоспу імені РСЧА Мізоцького району Рівненської області. Герой Соціалістичної Праці (28.08.1953). Депутат Верховної Ради УРСР 4—5-го скликань (з 1955 по 1963 роки).